# Enzo Giraldo
Enzo Giraldo (Arzergrande, 29 marzo 1928 – Castell'Alfero, 7 marzo 1945) è stato un partigiano italiano, medaglia d'oro al valor militare alla memoria.

## Biografia

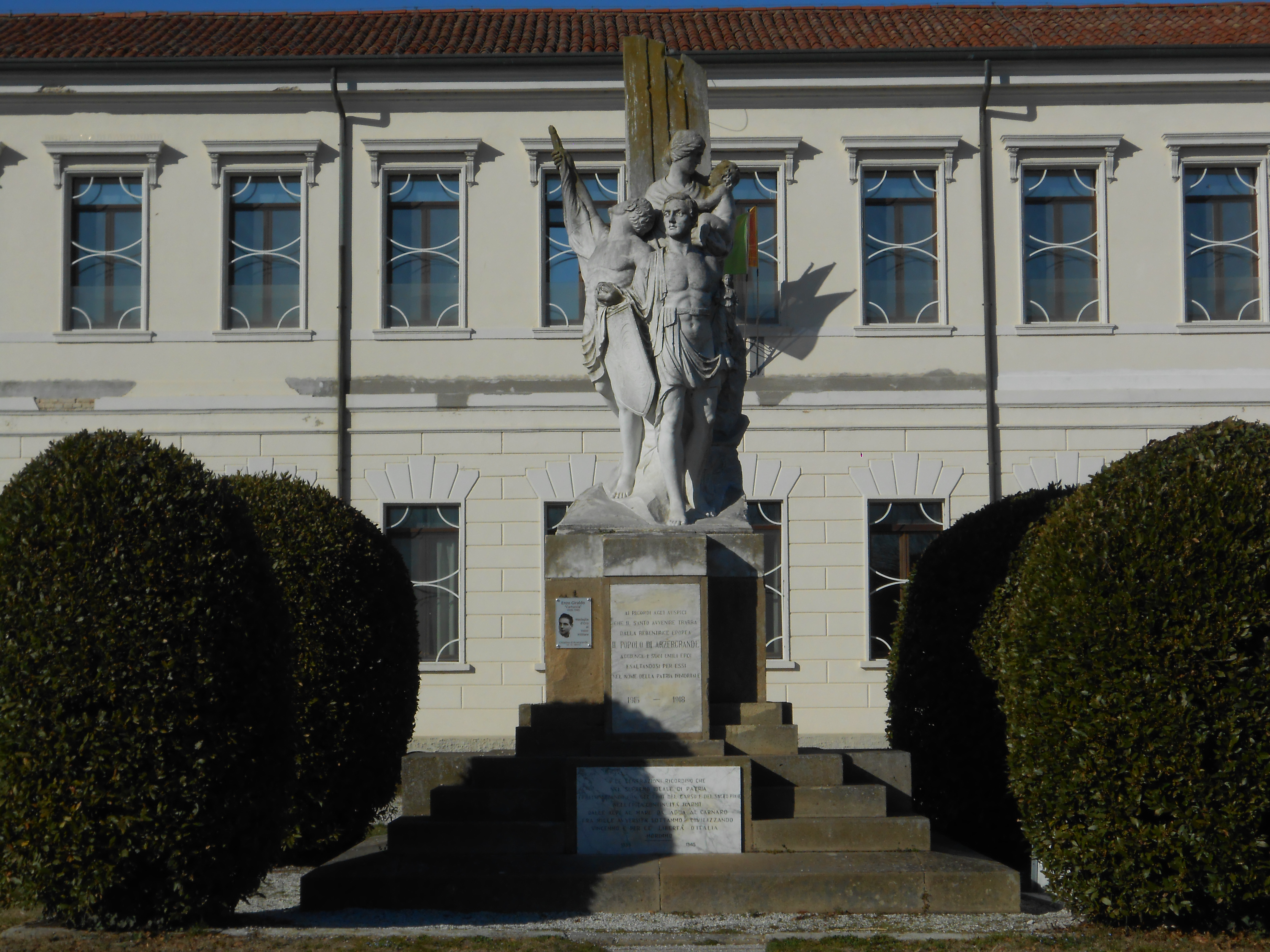
Arzergrande, monumento ai caduti della prima guerra mondiale con targa per ricordare Enzo Giraldo "Cartuccia"

La medaglia d'oro a valor militare è stata conferita ad Enzo Giraldo (nome di battaglia "Cartuccia") vent'anni dopo la sua morte in combattimento, avvenuta durante scontri tra i nazifascisti e i giovani partigiani del distaccamento "Barca" della 19ª Brigata Garibaldi operante nel basso Monferrato.
Al "Barca", di cui fu comandante alternandosi ad Ercole Chiolerio, Giraldo si era aggregato subito dopo aver abbandonato gli studi, che contava di riprendere a guerra di liberazione finita. Nell'agosto del 1944, Giraldo, sorpreso per strada in un paese dell'astigiano, era stato arrestato - nonostante non avesse obblighi di leva e sulla base di semplici sospetti - e rinchiuso nel carcere militare. Non ci restò molto: studiò accuratamente un piano d'evasione e riuscì a realizzarlo, rientrando subito nella sua formazione, con la quale riprese la lotta contro gli occupanti.
I furiosi rastrellamenti del marzo 1945 nell'astigiano e nei dintorni avrebbero infranto il sogno di Enzo Giraldo di riprendere gli studi: il giorno 3, durante un combattimento a San Mauro Torinese, il giovane partigiano viene ferito ad una mano e a una gamba e rimane sul terreno. Lo credono morto, ma lui riprende i sensi, raggiunge un posto di medicazione e lì viene sommariamente curato. Giraldo si ributta nella mischia, ma viene di nuovo colpito, catturato e portato, esanime, in un ospedale. Di qui fugge di nuovo l'indomani. Non ha armi, ma riesce a raggiungere la zona dove i suoi compagni sono ancora impegnati in combattimento. S'impadronisce dell'arma di un caduto e si lancia in un nuovo temerario attacco contro i fascisti alla testa di un gruppetto di partigiani. Lo studente cade, come quattro giorni prima, ma questa volta è stato colpito a morte.
Ad Arzergrande, dove nacque, nell'imponente monumento ai caduti della prima guerra mondiale, c'è una targa con fotografia che lo ricorda.